# Cal Turó
Cal Turó és una obra del municipi de Sant Vicenç dels Horts (Baix Llobregat) inclosa en l'Inventari del Patrimoni Arquitectònic de Catalunya.

## Descripció
Es tracta d'un edifici de planta baixa i pis d'obertures de llinda, amb llinda i muntants ornats per relleus de fullam, garlandes de flors i medallons.
Sota la cornisa hi ha un seguit de mènsules amb modilló. Les balustrades, al balcó corregut, al terrat i a la planta baixa, són fetes de material ceràmic en ocre. Sanefa de dentells amb intercalació de filigrana. Coronament amb frontó central de formes arrodonides i petit ornament. A diferents llocs de la façana hi ha restes d'esgrafiat.